# Ohatchee (Alabama)
Ohatchee es un pueblo ubicado en el condado de Calhoun en el estado estadounidense de Alabama. En el censo de 2000 su población era de 1215 habitantes.

## Demografía
En el 2000 la renta per cápita promedia del hogar era de $ 38.359$, y el ingreso promedio para una familia era de 42.891$. El ingreso per cápita para la localidad era de 19.032$. Los hombres tenían un ingreso per cápita de 34.625$ contra 24.659$ para las mujeres.

## Geografía
Ohatchee está situado en 33°48′10″N 86°2′11″O / 33.80278, -86.03639 (33.803040, -86.036629).
Según la Oficina del Censo de los EE. UU., la ciudad tiene un área total de 6.03 millas cuadradas (15.61 km²).